# Corsia arfakensis
Corsia arfakensis är en enhjärtbladig växtart som beskrevs av Lilian Suzette Gibbs. Corsia arfakensis ingår i släktet Corsia och familjen Corsiaceae. Inga underarter finns listade.